# Lipoprotéine

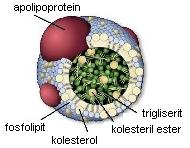
Schéma d'une lipoprotéine.

Chez les vertébrés, les lipoprotéines sont de grands complexes de protéines et de lipides, hydrosolubles par fonction, qui transportent massivement les lipides dans tout l’organisme. La coque externe est une monocouche de phospholipides contenant du cholestérol libre et une ou plusieurs molécules protéiques appelées apolipoprotéines (par exemple apo-A, Apo-B, etc.) ; la partie centrale contient des triglycérides, des esters de cholestérol et de petites quantités d’autres substances hydrophobes, comme des vitamines liposolubles.
Les lipoprotéines sont hydrolysées par la lipoprotéine lipase. 
Les chylomicrons synthétisés par l'entérocyte et les VLDL, synthétisés par le foie, sont des lipoprotéines.

## Classification selon leur densité
Les différents types de lipoprotéines peuvent être classés du moins dense au plus dense, c'est-à-dire du ratio lipide sur protéine le plus élevé au ratio lipide sur protéine le plus faible (autrement dit, plus le pourcentage de lipide est grand par rapport au pourcentage de protéine, plus la lipoprotéine a une densité faible, conformément aux chylomicrons).
| Nom                                          | Masse volumique (g/ml) | Diamètre (nm) | Pourcentage de protéine |
| -------------------------------------------- | ---------------------- | ------------- | ----------------------- |
| Chylomicrons                                 | < 0,95                 | 100 - 1000    | < 2                     |
| Lipoprotéines de très basse densité (VLDL)   | 0,95 - 1,006           | 30 - 80       | 10                      |
| Lipoprotéines de densité intermédiaire (IDL) | 1,006 - 1,019          | 25 - 50       | 18                      |
| Lipoprotéines de basse densité (LDL)         | 1,019 - 1,063          | 18 - 28       | 25                      |
| Lipoprotéines de haute densité (HDL)         | > 1,063                | 5 - 15        | 33                      |

Valeurs données pour un adulte sain d'environ ~70 kg.

### Chez les bactéries
Chez les bactéries gram-négatives, les lipoprotéines sont les protéines les plus abondantes et font le lien entre la paroi de muréine (ou peptidoglycane) et le feuillet interne de la membrane externe. Elles sont constituées de lipides A (acides gras, N-acétylglucosamine, phosphates), d'un core saccharidique et d'une chaine latérale O (ou antigène O qui servira pour la reconnaissance par macrophage).